# John Burton (Politiker)
John Stratford Burton (* 27. November 1927 in Humboldt, Saskatchewan; † 9. Dezember 2022) war ein kanadischer Politiker der Neuen Demokratischen Partei (NDP) und Ökonom.

## Karriere
Burton war erster Abgeordneter des Wahlkreises Regina East im House of Commons vom 9. September 1968 bis 1. September 1972. Sein Nachfolger wurde Jim Balfour. Zunächst Mitglied der Co-operative Commonwealth Federation (CCF), gehörte er später deren Nachfolgerin NDP an. Burton war auch der CCF-Kandidat in Melville in den Wahlen 1957 und 1958 und NDP-Kandidat in Melville 1962, in Regina City 1965, Regina East 1972 und in Wascana 1997, aber unterlag bei diesen Wahlen.

## Weblink
- John Burton (Politiker) – biografische Angaben auf der Webpräsenz des kanadischen Parlaments (englisch)